# Плаш (Орегон)
Плаш (англ. Plush) — переписна місцевість (CDP) в США, в окрузі Лейк штату Орегон. Населення — 39 осіб (2020).

## Географія
Плаш розташований за координатами 42°24′18″ пн. ш. 119°53′58″ зх. д. / 42.40500° пн. ш. 119.89944° зх. д. (42.405043, -119.899312).  За даними Бюро перепису населення США в 2010 році переписна місцевість мала площу 4,19 км², уся площа — суходіл.

## Демографія
Згідно з переписом 2010 року, у переписній місцевості мешкало 57 осіб у 29 домогосподарствах у складі 15 родин. Густота населення становила 14 особи/км².  Було 48 помешкань (11/км²).
Расовий склад населення:
| - 89,5 % — білих - 7,0 % — корінних американців - 1,8 % — осіб інших рас |

До двох чи більше рас належало 1,8 %. Частка іспаномовних становила 10,5 % від усіх жителів.
За віковим діапазоном населення розподілялося таким чином: 12,3 % — особи молодші 18 років, 70,2 % — особи у віці 18—64 років, 17,5 % — особи у віці 65 років та старші. Медіана віку мешканця становила 54,8 року. На 100 осіб жіночої статі у переписній місцевості припадало 103,6 чоловіків;  на 100 жінок у віці від 18 років та старших — 117,4 чоловіків також старших 18 років.
Середній дохід на одне домашнє господарство  становив 55 592 долари США (медіана — 34 000), а середній дохід на одну сім'ю — 90 142 долари (медіана — 52 500). За межею бідності перебувало 4,4 % осіб, у тому числі 0,0 % дітей у віці до 18 років та 0,0 % осіб у віці 65 років та старших.
Цивільне працевлаштоване населення становило 27 осіб. Основні галузі зайнятості: сільське господарство, лісництво, риболовля — 44,4 %, роздрібна торгівля — 18,5 %, будівництво — 14,8 %.